# مارتن فان بيرن بيتس
مارتن فـان بيرن بيتس (بالإنجليزية: Martin Van Buren Bates)‏ هو لاعب سيرك ‏ أمريكي، ولد في 9 نوفمبر 1839، وتوفي في 7 يناير 1919 في سيفيل في الولايات المتحدة بسبب التهاب الكلى.